# ماهی دهان‌لانه دندان‌بزرگ

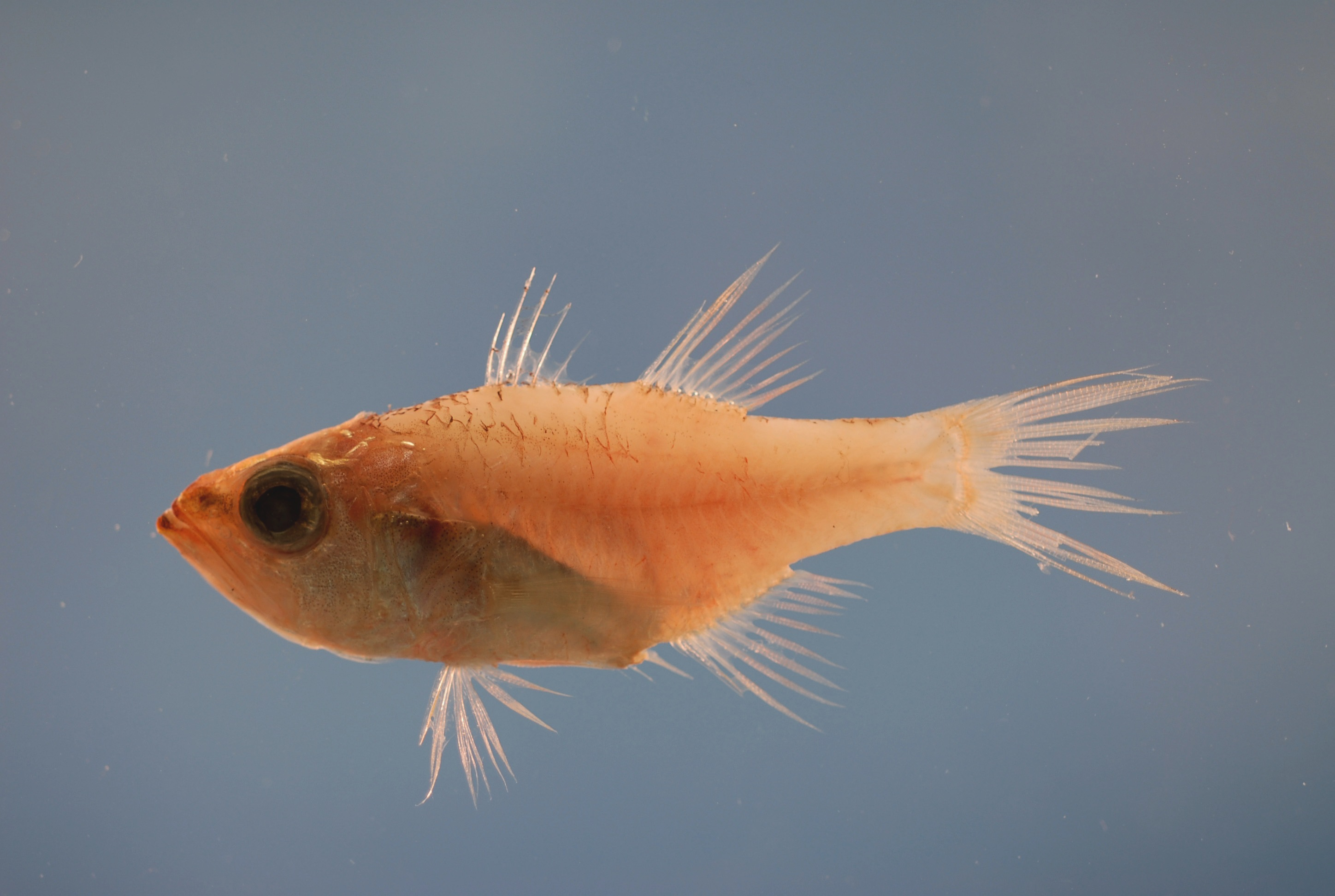
ماهی دهان‌لانه دندان‌بزرگ

ماهی دهان‌لانه دندان‌بزرگ (نام علمی: Apogon affinis) نام یک گونه از سرده دهان‌لانه‌ماهی است.